# Oblast Belgorod
Koordinaten: 50° 36′ N, 37° 18′ O
Die Oblast Belgorod (russisch Белгородская область Belgorodskaja oblast) ist ein Föderationssubjekt Russlands. Verwaltungszentrum ist Belgorod mit 356.402 Einwohnern (Stand 14. Oktober 2010), 70 km nördlich der ukrainischen Millionenstadt Charkiw. Nach Einwohnerzahl rangiert die Oblast unter den Subjekten der Russischen Föderation auf dem 30. Platz.

## Lage und Geografie

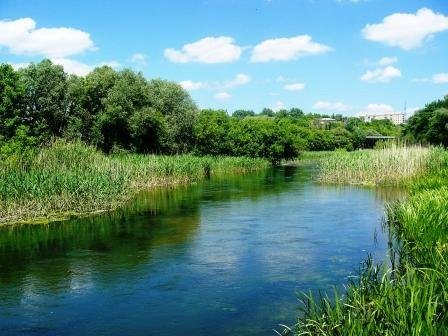
Der Walui
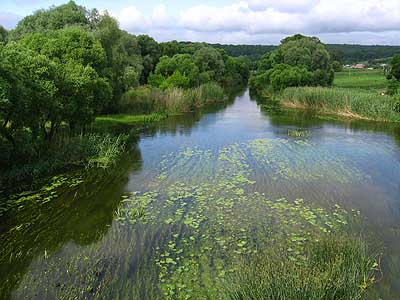
Die Neschegol

Die Oblast liegt an der Grenze zur Ukraine rund 500 bis 700 Kilometer südlich von Moskau und erstreckt sich auf rund 27.000 km², damit nimmt das Gebiet russlandweit den 71. Platz ein. Seine Nord-Süd-Ausdehnung beträgt 190 km, west-östlich sind es rund 270 km. Im Norden grenzt es an die Oblast Kursk, im Osten an die Oblast Woronesch und im Westen und Süden verläuft die 540 km lange Staatsgrenze zur Ukraine.
Geologisch liegt die Oblast am Südrand der Mittelrussischen Platte. Das Territorium der Oblast Belgorod liegt in den Einzugsgebieten der zwei Flüsse Don und Dnepr. Der zentrale und östliche Teil des Gebietes gehört zum Einzugsgebiet des Don. Dessen bedeutendster Nebenfluss Sewerski Donez und dessen Nebenflüsse Oskol und Aidar fließen in südliche, die Flüsse im Nordosten der Oblast, wie die Tichaja Sosna, in östliche Richtung. Das Hügelland im westlichen Teil des Gebietes mit einer durchschnittlichen Höhe von 200 Meter wird von der Worskla und dem Seim in westlicher Richtung zu dem in die Ukraine fließenden Dnepr entwässert. Insgesamt gibt es 480 große und kleine Flüsse und Ströme. Der größte Teil des Gebietes ist durch Wald- und Wiesenlandschaften gekennzeichnet, die Steppen- und Wiesenlandschaft überwiegt im Süden. Etwa 10 Prozent des Territoriums sind von Wald überzogen. An Bodenschätzen gibt es hier vor allem Eisenerz (Kursker Magnetanomalie), weiterhin Lagerstätten von Bauxit, Apatit, Kalk, Ton, Gold, Graphit und anderen Metallen. Der Boden besteht zu 77 Prozent der Fläche der Oblast aus der fruchtbaren Schwarzerde. Die größten vorkommenden Wildtierarten sind Wildschweine, Rehe, Elche, Wildhasen, Füchse, Marder, Iltis und einige Dutzend Wölfe. Das Naturreservat Belogorje umfasst viele Landschafts- und Vegetationsformen der südlichen Waldsteppe.
Das Klima ist gemäßigt kontinental mit relativ milden Wintern und langen Sommern. Die Durchschnittstemperatur im Januar beträgt −8 °C und im Juli etwa 20 °C. Die frostfreie Periode beträgt etwa 155 bis 160 Tage, mit einem Durchschnitt von 1800 Sonnenscheinstunden jährlich. Im Jahr fallen etwa 540 bis 550 mm Niederschlag. Der Osten der Oblast ist allerdings mit 400 mm Niederschlag etwas trockener.

## Geschichte

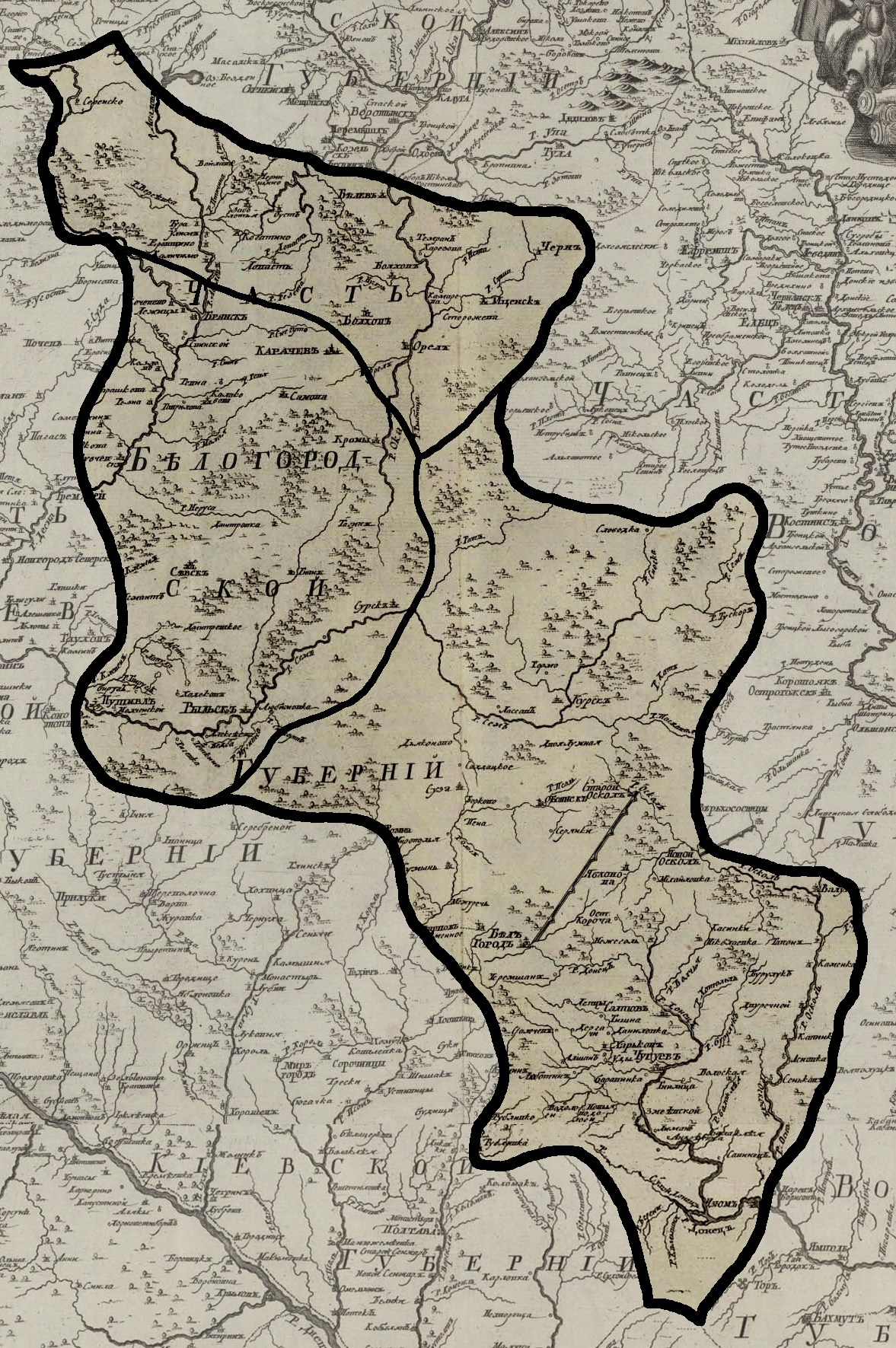
Karte des Belgoroder Gouvernements von 1745

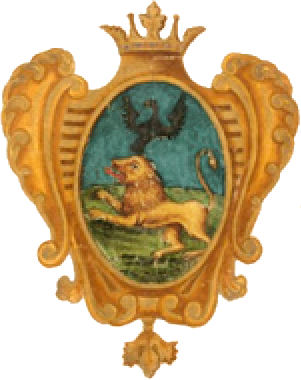
Das Wappen der Belgoroder Gouvernements von 1730

Die Oblast Belgorod blickt auf eine lange Besiedlungsgeschichte zurück.
Im 8. Jahrhundert lebten auf dem Territorium der Oblast Belgorod die Alanen, dann folgten die Chasaren. Die ersten Slawen kamen aus dem Norden und siedelten sich hier in der zweiten Hälfte des ersten Jahrtausends an. Während der Zeit der Kiewer Rus, war dieses Gebiet Teil des Fürstentums Tschernigow. Die Mongolische Invasion der Rus führte auch zur Verwüstung dieser Region. Das Gebiet ging dann an den Besitz des stark nach Osten expandierten Großherzogtum Litauen. Im Zuge der Russisch-Litauischen Kriege gehörte die Region seit 1500 zum Moskauer Staat. Das Gebiet bildete Ende des 16. Jahrhunderts die südliche Verteidigungslinie der Moskauer Rus gegen die Krimtataren. Vor allem Saporoger Kosaken siedelten sich hier zum Schutz der Grenze an.
Im 18. Jahrhundert verlor mit dem weiteren Vordringen Russlands die Belgoroder Verteidigungslinie ihre Bedeutung. Von 1708 an wurde das Gebiet Teil der Gouvernements Kiew und Asow. 1727 wurde das Gouvernement Belgorod aus Teilen des Kiewer Gouvernements geschaffen, mit einer Bevölkerung von über einer Million Einwohnern und 34 Städten (Kursk, Orjol, Brjansk, Walujki u. a.) und war damit viel größer als die heutige Oblast. Zwischen 1775 und 1779 wurde das Gouvernement aufgeteilt. Das Gebiet um Belgorod wurde nun Teil des Kursker Gouvernement. Wirtschaftlich dominierten das Handwerk und der Handel, es wurde Kreide gefördert und Kalkstein, Ziegelsteine, Salpeter und Wachs hergestellt. In der zweiten Hälfte des 19. Jahrhunderts begann die Entwicklung des Eisenbahnnetzes und die Industrialisierung.
Zwischen 1917 und 1919 gehörte das Gebiet der heutigen Oblast Belgorod zur Ukrainischen SSR. Im Zweiten Weltkrieg fanden in Belgorod und Umgebung schwere Kämpfe statt. Während der Schlacht bei Kursk kam es am 12. Juli 1943 bei Prochorowka zu schweren Panzerschlachten. Die Oblast Belgorod wurde 1954 aus Teilen der russischen Oblasten Kursk und Woronesch gebildet.

## Wirtschaft und Verkehr
Die Oblast Belgorod ist eine hoch entwickelte russische Industrie-Agrar Region. Wirtschaftlich sind vor allem Eisenerzbergbau und -verarbeitung bedeutend. Das Eisenerz wird in der Umgebung von Belgorod, Stary Oskol, Gubkin und Schebekino gefördert. Einer der wichtigen Wirtschaftszweige ist auch die Produktion von Erzeugnissen aus Kreide. Außerdem spielen der Maschinenbau und die Metallverarbeitung eine große Rolle. In Schebekino gibt es chemische und biochemische Betriebe. Große Teile des Gebietes werden auch landwirtschaftlich genutzt. Die Landwirtschaft in der Oblast unterhält traditionell starke Handelsbeziehungen mit dem agrarindustriellen Sektor der Ukraine. Die wichtigsten Nutzpflanzen sind Zuckerrüben, Sonnenblumen, Winterweizen und Gerste.
Regional bedeutende Zugstrecken und Fernstraßen verlaufen über das Territorium der Oblast. Diese verbinden die Oblast mit Moskau und der Ukraine. Von hoher Bedeutung ist die Krim-Fernstraße und die Zugstrecke Moskau-Charkiw-Sewastopol. Die Gesamtlänge der Zugstreckenkilometer in der Oblast beträgt 695 Kilometer. Die Länge der befestigten Straßen beträgt 8.500 Kilometer.

## Bevölkerung
Bei den letzten russischen Volkszählungen in den Jahren 2010 und 2021 gab es eine Bevölkerungszahl von 1.532.526 respektive 1.540.486 Bewohnern. Somit stieg die Einwohnerzahl in diesen elf Jahren um 7.960 Personen (+0,5 %). Die Verteilung der verschiedenen Volksgruppen sah folgendermaßen aus:
| Nationalität    | VZ 1989   | Prozent | VZ 2002   | Prozent | VZ 2010   | Prozent | VZ 2021   | Prozent |
| --------------- | --------- | ------- | --------- | ------- | --------- | ------- | --------- | ------- |
| Russen          | 1.280.457 | 92,90   | 1.403.977 | 92,88   | 1.404.653 | 91,66   | 1.234.338 | 80,1    |
| Ukrainer        | 75.145    | 5,45    | 57.846    | 3,83    | 41.914    | 2,73    | 15.481    | 1,0     |
| Armenier        | 1.488     | 0,11    | 7.824     | 0,52    | 7.588     | 0,50    | 4.931     | 0,3     |
| Türken          | 10        | 0,00    | 3.984     | 0,26    | 4.665     | 0,30    | 3.818     | 0,2     |
| Aserbaidschaner | 1.911     | 0,14    | 4.531     | 0,30    | 4.621     | 0,30    | 3.471     | 0,2     |
| Weißrussen      | 5.097     | 0,37    | 4.912     | 0,32    | 3.284     | 0,21    | 1.101     | 0,07    |
| Tataren         | 1.539     | 0,11    | 3.391     | 0,22    | 3.237     | 0,21    | 1.639     | 0,1     |
| Moldawier       | 977       | 0,07    | 1.962     | 0,13    | 2.048     | 0,13    | 1.052     | 0,07    |
| Roma            | 1.303     | 0,09    | 1.772     | 0,12    | 1.989     | 0,13    | 1.543     | 0,1     |
| Deutsche        | 1.068     | 0,08    | 2.183     | 0,14    | 1.922     | 0,13    | 792       | 0,05    |
| Einwohner       | 1.378.287 | 100,00  | 1.511.620 | 100,00  | 1.532.526 | 100,00  | 1.540.486 | 100,00  |

Anmerkung: die Anteile beziehen sich auf Gesamtzahl der Einwohner. Also mitsamt dem Personenkreis, der keine Angaben zu seiner ethnischen Zugehörigkeit gemacht hat (2002 6.919 Personen, 2010 44.012 Personen und 2021 245.098 Personen)
Die Ergebnisse des letzten Zensus 2021 sind umstritten, nach Umfragen des Lewada-Zentrums hat fast die Hälfte der Bewohner Russlands nicht an der Befragung teilgenommen, obwohl Rosstat eine Beteiligung von 99 % vermeldete. Es ist davon auszugehen, dass die immer größer werdende Gruppe derer, die keine Angaben zur ethnischen Zugehörigkeit gemacht hat, ethnisch etwa gleich zusammengesetzt ist wie die Gruppe derer, die Angaben gemacht haben. Die Bevölkerung des Gebiets besteht heute also fast komplett aus Russen. Die Ukrainer waren lange die einzige nennenswerte ethnische Minderheit in der Oblast Belgorod. Ihre Zahl – wie auch jene der Belarussen – sinkt (wie in ganz Russland) allerdings stark. Der Rückgang wird aber nicht auf Migration, sondern auf eine Reihe von Faktoren, insbesondere einer zunehmenden Assimilation zurückgeführt.

## Verwaltungsgliederung und Städte
Die Oblast ist in drei Stadtkreise (Belgorod, Gubkin und Stary Oskol) sowie 19 Rajons (Landkreise) unterteilt. Insgesamt gibt es in der Oblast elf Städte, darunter die zwei Großstädte Belgorod und Stary Oskol, sowie 18 Siedlungen städtischen Typs.
| Stadt       | Russischer Name | Einwohner (14. Oktober 2010) |
| ----------- | --------------- | ---------------------------- |
| Belgorod    | Белгород        | 339.978                      |
| Stary Oskol | Старый Оскол    | 221.676                      |
| Gubkin      | Губкин          | 85.225                       |
| Schebekino  | Шебекино        | 39.680                       |
| Alexejewka  | Алексеевка      | 36.578                       |
| Waluiki     | Валуйки         | 33.032                       |
| Stroitel    | Строитель       | 23.780                       |